# Franz von Arenberg

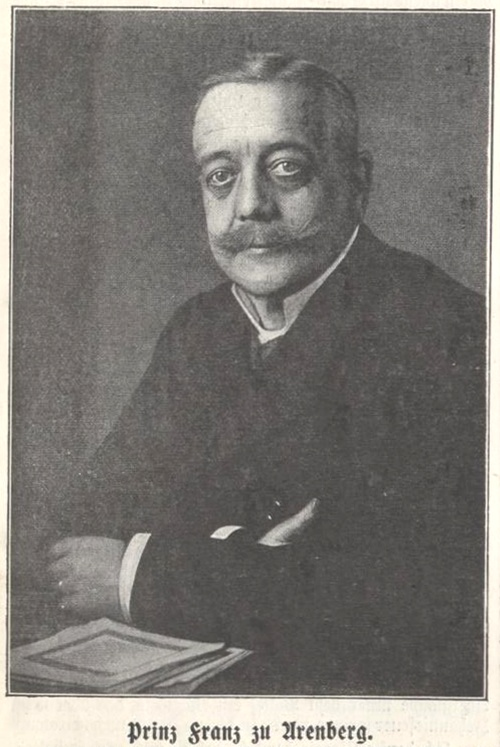
Prinz Franz von Arenberg

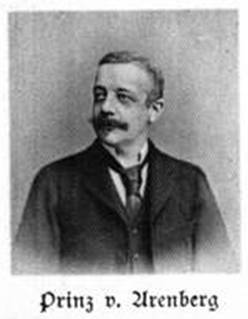
Porträt von Prinz Franz Ludwig von Arenberg aus dem Reichs-Tags Handbuch von 1907

Franz von Assisi Ludwig Prinz von Arenberg (* 29. September 1849 auf Schloss Arenberg in Belgien; † 25. März 1907 auf Schloss Pesch) war ein deutscher Diplomat und Mitglied des preußischen Abgeordnetenhauses sowie des Deutschen Reichstags.

## Leben
Er war Mitglied des hochadeligen Hauses Arenberg und wurde geboren als Sohn des Herzogs Anton Franz von Arenberg (1826–1910) sowie dessen Gattin Gräfin Marie von Merode. Sein Großvater war der regierende Herzog Prosper Ludwig von Arenberg (1785–1861); Herzog Engelbert-August von Arenberg (1824–1875) war der Bruder seines Vaters.
Nach dem Abschluss des Gymnasiums zu Bonn besuchte Franz von Arenberg dort auch die Universität und studierte Staats- bzw. Rechtswissenschaften. Im Deutsch-Französischen Krieg 1870/71 diente er als Leutnant im 1. Rheinischen Husaren-Regiment Nr. 7 (Bonner Königshusaren) und wurde mit dem Eisernen Kreuz ausgezeichnet.
Danach war er zunächst Rechtsreferendar am Landgericht in Metz, wo er 1872 sein diesbezügliches Examen ablegte. Später trat er in die diplomatische Laufbahn ein, 1876 absolvierte er das Diplomatische Examen. Man verwandte ihn als Legationssekretär in Stockholm, London, St. Petersburg und Konstantinopel.
Politisch gehörte Arenberg der Zentrumspartei an. 1882 schied er aus dem Dienst des Auswärtigen Amtes aus und wurde Mitglied im preußischen Abgeordnetenhaus. Seit 1890 hatte er auch einen Sitz im Deutschen Reichstag. Er war u. a. Befürworter einer gemäßigten Kolonialpolitik und wird 1895 als einer der „Berliner Vizepräsidenten“ der Deutschen Kolonialgesellschaft geführt.
Bekannt wurde er auch als einer der Vermittler im Konflikt zwischen der kaiserlichen Kolonialverwaltung und der Steyler Mission bei der Verfolgung des Kolonialskandals von Atakpame/Togo. Die Steyler Missionare hatten dafür gesorgt, dass disziplinarische Maßnahmen verhängt wurden gegen einige kaiserliche Kolonialbeamte, die in der Kolonie besonders gewaltsam vorgegangen waren. Dieser Skandal beschäftigte Presse und Reichstag mehrfach zwischen den Jahren 1904 und 1907.
Franz von Arenberg war ein gläubiger und engagierter Katholik, der auch dem Zentralkomitee der deutschen Katholikentage, dem heutigen Zentralkomitee der deutschen Katholiken angehörte. Der katholische Priester und Eichstätter Domkapitular Philipp von Arenberg (1848–1906) war sein Bruder.
An seiner Beisetzung in Enghien (Belgien) nahmen Clemens Freiherr von Schorlemer-Lieser, der Oberpräsident der Rheinprovinz, Hugo von Lerchenfeld-Köfering als langjähriger Freund und Nikolaus von Wallwitz, der deutsche Gesandte in Brüssel, teil.